# Andersen Escarpment
Das Andersen Escarpment ist eine steile und felsige Geländestufe im westantarktischen Marie-Byrd-Land. Sie befindet sich südlich des Gebirgskamms Reed Ridge auf der Westseite des Ford-Massivs in den Thiel Mountains.
Die Benennung erfolgte auf Vorschlag des Kartografen Peter Frank Bermel und des Geologen Arthur B. Ford, beide tätig beim United States Geological Survey. Namensgeber ist der norwegische Geologe und Glaziologe Bjørn G. Andersen (1924–2012) von der Universität Oslo, der zwischen 1961 und 1962 gemeinsam mit Bermel und Ford Feldforschungen in den Thiel Mountains unternommen hatte.